# Noailles (Corrèze)
Noailles település Franciaországban, Corrèze megyében. Lakosainak száma 945 fő (2022. január 1.). Noailles Brive-la-Gaillarde, Chasteaux, Jugeals-Nazareth és Nespouls községekkel határos.

## Népesség
A település népességének változása:
| Lakosok száma | 360  | 515  | 648  | 754  | 886  | 891  | 910  | 935  | 936  | 945  |
|               | 1968 | 1982 | 1990 | 2006 | 2013 | 2015 | 2017 | 2019 | 2020 | 2022 |